# Wyszków
Wyszków è una città della Polonia nord-orientale, con 37 715 abitanti nel 2004. È capoluogo del distretto di Wyszków (in polacco powiat wyszkowski).

## Geografia fisica
La città è situata nel voivodato della Masovia dal 1999, mentre prima era stata parte del voivodato di Varsavia fino al 1975 e del voivodato di Ostrołęka dal 1975 al 1998.

## Storia
Le prime fonti che citano di Wyszków risalgono al 1203. La città fu fondata invece nel 1502, e fu distrutta durante la guerra polacco-svedese del 1655-1660, quando la città perse importanza nella regione. L'industria si sviluppò dal 1897, quando fu costruita la ferrovia Pilawa-Tluszcz-Ostrołęka.
Prima della Seconda guerra mondiale, metà della popolazione di Wyszków (9 000 persone) erano ebrei, mentre dopo la guerra non ne rimase nessuno. Il 14 settembre 1997, fu inaugurato un monumento alle vittime dell'Olocausto. È costruito con pietre provenienti da tombe di ebrei che erano state rimosse nel 1939 dagli occupanti tedeschi, che le avevano usate come pietre per costruire strade e nella costruzione degli edifici dei quartiergenerali della Gestapo. Alcune parti di queste tombe dissacrate furono recuperate e utilizzate per formare il monumento.

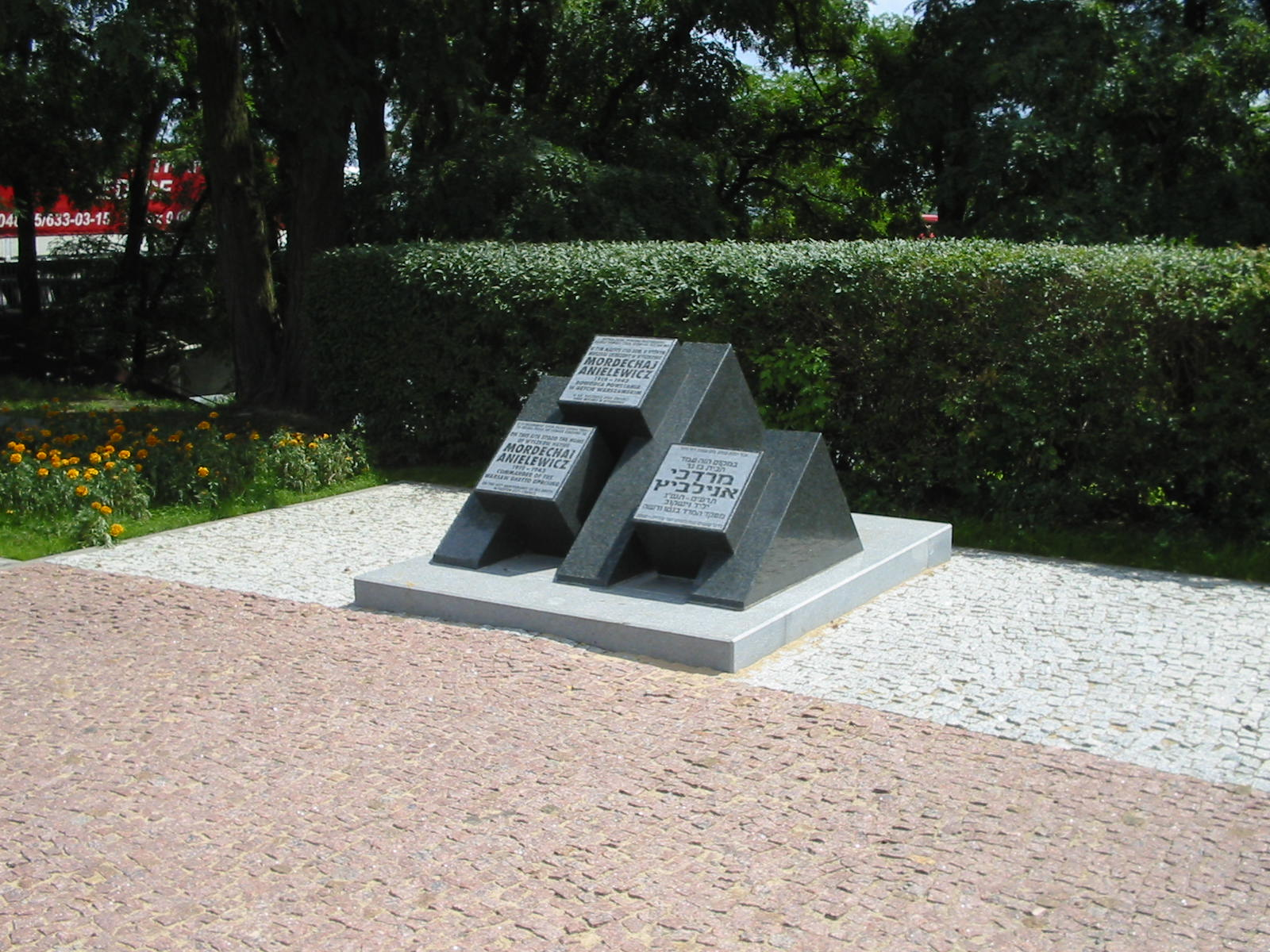
Monumento in memoria di Mordechaj Anielewicz